# Cratere Jehan
Jehan è un cratere lunare di 4,46 km situato nella parte nord-occidentale della faccia visibile della Luna.